# Ullmann-condensatie
De Ullmann-condensatie of Ullmann-Goldberg-reactie is een organische reactie, waarin een fenol gekoppeld wordt aan een arylhalogenide in de aanwezigheid van koper. De reactie werd vernoemd naar Fritz Ullmann. In de reactie wordt een diarylether gevormd. Een voorbeeld is de reactie van broombenzeen met 4-nitrofenol tot een difenyletherderivaat:
De oorspronkelijke versie van deze reactie vereist ook minstens een stoichiometrische hoeveelheid koper, maar er zijn katalysatoren ontwikkeld op basis van koper. Daarvan is slechts een kleine hoeveelheid nodig om de reactie door te voeren. De reactie een variant op de klassieke Ullmann-reactie.